# PYM1
PYM1 (англ. PYM homolog 1, exon junction complex associated factor) – білок, який кодується однойменним геном, розташованим у людей на 12-й хромосомі. Довжина поліпептидного ланцюга білка становить 204 амінокислот, а молекулярна маса — 22 656.
| 10         |  | 20         |  | 30         |  | 40         |  | 50         |
| ---------- |  | ---------- |  | ---------- |  | ---------- |  | ---------- |
| MEAAGSPAAT |  | ETGKYIASTQ |  | RPDGTWRKQR |  | RVKEGYVPQE |  | EVPVYENKYV |
| KFFKSKPELP |  | PGLSPEATAP |  | VTPSRPEGGE |  | PGLSKTAKRN |  | LKRKEKRRQQ |
| QEKGEAEALS |  | RTLDKVSLEE |  | TAQLPSAPQG |  | SRAAPTAASD |  | QPDSAATTEK |
| AKKIKNLKKK |  | LRQVEELQQR |  | IQAGEVSQPS |  | KEQLEKLARR |  | RALEEELEDL |
| ELGL       |  |            |  |            |  |            |  |            |

A: Аланін

D: Аспарагінова кислота

E: Глутамінова кислота

F: Фенілаланін

G: Гліцин

I: Ізолейцин

K: Лізин

L: Лейцин

M: Метіонін

N: Аспарагін

P: Пролін

Q: Глутамін

R: Аргінін

S: Серин

T: Треонін

V: Валін

W: Триптофан

Кодований геном білок за функцією належить до фосфопротеїнів. 
Задіяний у таких біологічних процесах, як регуляція трансляції, ацетилювання, альтернативний сплайсинг. 
Білок має сайт для зв'язування з РНК. 
Локалізований у цитоплазмі, ядрі.